# Calamagrostis reitzii
Calamagrostis reitzii är en gräsart som beskrevs av Jason Richard Swallen. Calamagrostis reitzii ingår i släktet rör, och familjen gräs. Inga underarter finns listade i Catalogue of Life.